# Hyboella guangxiensis
Hyboella guangxiensis är en insektsart som beskrevs av Zheng, Z. och G. Jiang 1994. Hyboella guangxiensis ingår i släktet Hyboella och familjen torngräshoppor. Inga underarter finns listade i Catalogue of Life.